# L'Empire des nombres
L’Empire des nombres est une monographie illustrée sur les nombres et leur histoire, écrite par l’écrivain français Denis Guedj et parue chez Gallimard en 1996. Cet ouvrage est le 300e titre dans la collection « Découvertes Gallimard », et a été adapté en un film documentaire homonyme.

## Introduction
Cet ouvrage en format poche (125 × 178 mm) fait partie de la série Sciences et techniques (anciennement appartenant à la série Sciences) dans la collection « Découvertes Gallimard ». Ici l’auteur nous convie à la genèse d’une des inventions les plus importantes de l’humanité : les nombres. Comme les lettres, les nombres ont une histoire riche et complexe. Qui les a inventés en premier ? Quel âge ont-ils et comment ont-ils été développés ? Comment en sont-ils venus à représenter un monde d’idées abstraites et de concepts universels ? En quoi diffèrent-ils dans le monde aujourd’hui ? Qui a inventé l’algèbre, la géométrie et le calcul ? Comment ces idées affectent-elles notre vie quotidienne ? Ce volume utilise un langage simple pour décrire les principes de base des nombres — l’arithmétique, l’entier naturel, l’entier relatif, les concepts de zéro et d’infini — ainsi que la manière dont les nombres et leur symbolisme ont été utilisés dans l’art et dans d’autres disciplines. Le corpus est divisé en sept chapitres, suivis d’un ensemble des « témoignages et documents ».
Selon la tradition des « Découvertes », cette collection repose sur une abondante documentation iconographique et une manière de faire dialoguer l’iconographie documentaire et le texte, enrichie par une impression sur papier couché ; en d’autres termes, « de véritables monographies, éditées comme des livres d’art ». C’est presque comme un « roman graphique », rempli de planches en couleurs.

## Accueil
Le site Babelio confère au livre une note moyenne de 3 sur 5, sur la base de 11 notes. Sur le site Goodreads, le livre obtient une moyenne de 3,61/5 basée sur 66 notes, indiquant des avis généralement positifs.

## Adaptation documentaire
En 2001, en coproduction avec La Sept-Arte et Trans Europe Film, en collaboration avec Éditions Gallimard et CNRS Images média, réalisé l’adaptation de L’empire des nombres, dirigée par Philippe Truffault, et diffusé sur Arte dans la case « L’Aventure humaine ». Le film est également sorti sur DVD, édité par Arte vidéo.

### Fiche technique
- Titre : L’empire des nombres
- Titre allemand : Im Reich der Zahlen[8]
- Titre anglais : Numbers: The Universal Language
- Réalisation : Philippe Truffault
- Voix : Denis Guedj
- Producteur : Jean-Pierre Gibrat
- Assistante de réalisation : Karine Lalloz
- Image : Gérard Figuerola
- Montage : François Labat
- Conformation : Frédéric Pichon
- Documentation : Julie Beressi et Michael Dolan
- Graphisme : Aurélia Gaud
- Assistant lumière : Johan Samacoïts
- Enregistrement du commentaire : François Morel
- Direction de production : Gilles Moisset
- Administration de production : Nathalie Cayn
- Responsable du développement : Ahmed El-Cheikh
- Musique originale : Guy Skornik et Zab
- Sociétés de production : La Sept-Arte, Trans Europe Film, Éditions Gallimard et CNRS Images/média
- Pays d’origine :  France
- Langue : français, doublage en allemand et en anglais
- Durée : 53 minutes
- Date de sortie : 2001 sur Arte

## Éditions internationales
| Titre                                  | Traduction littérale                                       | Langue               | Pays                         | Collection (numéro dans la collection)  | Éditeur                             | Traducteur                | Année de première parution | ISBN                 |
| -------------------------------------- | ---------------------------------------------------------- | -------------------- | ---------------------------- | --------------------------------------- | ----------------------------------- | ------------------------- | -------------------------- | -------------------- |
| L’Empire des nombres                   | –                                                          | Français de France   | France                       | Découvertes Gallimard (no 300)          | Éditions Gallimard                  | –                         | 1996                       | (ISBN 9782070533732) |
| Numbers: The Universal Language        | « Nombres : le langage universel »                         | Anglais britannique  | Royaume-Uni                  | New Horizons (sans numéro)              | Thames & Hudson                     | Lory Frankel              | 1998                       | (ISBN 9780500300800) |
| Numbers: The Universal Language        | « Nombres : le langage universel »                         | Anglais américain    | États-Unis                   | Abrams Discoveries (sans numéro)        | Harry N. Abrams                     | Lory Frankel              | 1997                       | (ISBN 9780810928459) |
| El imperio de los números              | « L’empire des nombres »                                   | Espagnol d'Espagne   | Espagne                      | Biblioteca ilustrada (no 9)             | Blume Naturart                      | Ramón Martínez Castellote | 2011                       | (ISBN 9788480769280) |
| El imperio de las cifras y los números | « L’empire des chiffres et des nombres »                   | Espagnol             | Espagne, Amérique hispanique | Biblioteca de bolsillo CLAVES (no 10)   | Ediciones B                         | Manuel Serrat Crespo      | 1998                       | (ISBN 9788440639035) |
| L’impero dei numeri                    | « L’empire des nombres »                                   | Italien              | Italie                       | Universale Electa/Gallimard (no 100)    | Electa/Gallimard                    | Ida Sassi                 | 1997                       | (ISBN 9788844501181) |
| Imperium liczb                         | « L’empire des nombres »                                   | Polonais             | Pologne                      | Poznać i Zrozumieć Świat – Focus (no 8) | Gruner+Jahr Polska (pl)             | Alicja Choińska           | 2003                       | (ISBN 9788389221841) |
| Svet števil                            | « Le monde des nombres »                                   | Slovène              | Slovénie                     | Mejniki (sans numéro)                   | DZS (sl)                            | Maja Kraigher             | 1998                       | (ISBN 9788634112009) |
| Sayılar İmparatorluğu                  | « L’empire des nombres »                                   | Turc                 | Turquie                      | Genel Kültür Dizisi (sans numéro)       | Yapı Kredi Yayınları                | Ömer Aygün                | 2007                       | (ISBN 9789750813399) |
| امبراطورية الأعداد                     | « L’empire des nombres »                                   | Arabe libanais       | Liban                        | اكتشافات غاليمار (sans numéro)          | Dar Al Majani                       | Nuqula Faris              | 2011                       | (ISBN 9789953164496) |
| 数の歴史                               | « L’histoire des nombres »                                 | Japonais             | Japon                        | 知の再発見 (no 74)                      | Sōgensha (ja)                       | Ikuko Nanjō               | 1998                       | (ISBN 9784422211343) |
| 數字王國：世界共通的語言               | « Le royaume des nombres : le langage universel du monde » | Chinois traditionnel | Taïwan                       | 發現之旅 (no 59)                        | China Times Publishing (zh)         | Shufen Lei                | 2002                       | (ISBN 9789571335803) |
| 数字王国：世界共通的语言               | « Le royaume des nombres : le langage universel du monde » | Chinois simplifié    | Chine                        | 发现之旅 (no 63)                        | Shanghai Education Publishing House | Shufen Lei                | 2004                       | (ISBN 9787532092659) |
| 수의 세계                              | « Le monde des nombres »                                   | Coréen               | Corée du Sud                 | 시공 디스커버리 (no 83)                 | Sigongsa (en)                       | Taek Kim                  | 1998                       | (ISBN 9788972596271) |